# Камская ГЭС
Камская ГЭС — гидроэлектростанция, расположенная на реке Кама в Пермском крае, в городе Пермь. Входит в Волжско-Камский каскад ГЭС, является верхней ступенью каскада на Каме. На момент пуска в 1956 году последних гидроагрегатов Камская ГЭС была второй по мощности гидроэлектростанцией в СССР, уступая лишь Днепрогэсу (483 МВт против 650 МВт). Камская ГЭС входит в состав ПАО «РусГидро» на правах филиала.

## Конструкция станции
Камская ГЭС представляет собой низконапорную русловую гидроэлектростанцию (здание ГЭС входит в состав напорного фронта). Сооружения гидроузла включают в себя земляные плотины, водосливную плотину, совмещённую со зданием ГЭС, судоходные шлюзы с дамбами и подходными каналами, ОРУ 110 и 220 кВ. По сооружениям ГЭС проложены автомобильная и железная дороги. Установленная мощность электростанции — 552 МВт, проектная среднегодовая выработка электроэнергии — 1700 млн кВт·ч, фактическая среднегодовая выработка электроэнергии — 1900 млн кВт·ч.

### Земляные плотины
В состав сооружения станции входят две земляных плотины — русловая и пойменная. Русловая плотина расположена между зданием ГЭС и судоходными шлюзами, её длина составляет 650 м, максимальная высота — 35 м, ширина по гребню — 11 м. Пойменная плотина расположена между судоходными шлюзами и левым берегом, её длина составляет 1166 м, максимальная высота — 19 м, ширина по гребню — 21 м. Общий объём тела грунтовых плотин составляет 4 500 тыс. м³. Плотины намыты из мелкозернистых песков, оборудована системой вертикального и горизонтального дренажа. Верховой откос плотин защищён от размывания волнами железобетонными плитами толщиной 0,4 м.

### Совмещённое здание ГЭС
Здание ГЭС руслового типа (воспринимает напор воды), совмещено с водосливной плотиной. Длина здания по гребню — 386 м (общая длина — 429 м), ширина по гребню 52,5 м, строительная высота 40 м. Конструктивно здание ГЭС выполнено из монолитного железобетона (всего уложено 719,8 тыс. м³), разделяется на 4 секции. В каждой секции расположены по шесть водосбросных отверстий и по шесть гидроагрегатов. Водосбросные отверстия шириной по 12 м расположены над гидроагрегатами, водосливы оборудованы специальными водонепроницаемыми съёмными крышками, через которые производится доступ к гидроагрегатам для ремонтных работ, а также плоскими затворами. Входы в турбинные камеры также оборудованы плоскими аварийно-ремонтными затворами и сороудерживающими решётками. Итого на Камской ГЭС имеется 24 водосброса, их суммарная пропускная способность (без учёта неиспользуемого водослива в 24 пролёте) при нормальном подпорном уровне водохранилища составляет 17 020 м³/с, при форсированном подпорном уровне 18 860 м³/с. Для оперирования затворами и крышками водосливов со стороны верхнего бьефа имеются три козловых крана грузоподъёмностью 250 т. Гашение потока сбрасываемой воды происходит на бетонном водобое длиной 100 м. Противофильтрационная система здания ГЭС включает в себя понур длиной 100 м, цементационную завесу в основании, дренаж.
В машинном зале ГЭС установлены 23 вертикальных гидроагрегата мощностью по 24 МВт. Гидроагрегаты оборудованы поворотно-лопастными турбинами ПЛ-20-В-500, работающими на расчётном напоре 16,5 м. Турбины приводят в действие гидрогенераторы ВГС-700/100-48. Производители гидротурбин — харьковское предприятие «Турбоатом» и сызранский завод «Тяжмаш», генераторов — завод «Уралэлектроаппарат». В 24-м пролёте в 1958 году был смонтирован экспериментальный горизонтальный полупрямоточный гидроагрегат с турбиной ПЛ-548-Г-450, в 1992 году выведенный из эксплуатации и демонтированный.

### Схема выдачи мощности
Гидроагрегаты выдают электроэнергию на напряжении 10,5 кВ на однофазные трансформаторы. Всего имеется 4 группы трансформаторов: две группы трансформаторов ОДГ-63333/110 (6 фаз мощностью по 63,3 МВА) и две группы трансформаторов ОРДЦ-63300/220 (6 фаз мощностью по 63,3 МВА), к каждой группе присоединены по шесть гидрогенераторов. Станция имеет три открытых распределительных устройства (ОРУ) напряжением 110 и 220 кВ. Распределительные устройства 110 и 220 кВ левого берега расположены рядом друг с другом за пойменной плотиной, вблизи судоходных шлюзов, связь распределительных устройств друг с другом производится через трёхфазный автотрансформатор АТДЦТН-200000/220/110 мощностью 200 МВА. Также имеется ОРУ 110 кВ правого берега (от которого отходят две линии). Электроэнергия Камской ГЭС выдаётся в энергосистему по следующим линиям электропередачи:
- ВЛ 220 кВ Камская ГЭС — ПС Владимирская;
- ВЛ 220 кВ Камская ГЭС — ПС Соболи;
- ВЛ 220 кВ Камская ГЭС — ПС Калино;
- ВЛ 220 кВ Камская ГЭС — ПС Апрельская;
- ВЛ 110 кВ Камская ГЭС — ПС Пермь (2 цепи);
- ВЛ 110 кВ Камская ГЭС — ПС ЗИЛ (2 цепи);
- ВЛ 110 кВ Камская ГЭС — ПС Пальники;
- ВЛ 110 кВ Камская ГЭС — ПС Бобки;
- ВЛ 110 кВ Камская ГЭС — ПС Шлюзовая;
- ВЛ 110 кВ Камская ГЭС — ПС Апрельская;
- ВЛ 110 кВ Камская ГЭС — ПС ТЭЦ-13 (2 цепи).

### Судоходные шлюзы
Для пропуска через гидроузел речных судов и плотов с лесом (шлюзование плотов велось до 1990-х годов) используются двухниточные шестикамерные судоходно-лесосплавные шлюзы (Пермский шлюз) с подходными каналами и ограждающими дамбами, расположенные у левого берега, между русловой и пойменной плотинами. Система питания шлюзов клинкетная, полезная длина каждой камеры 229,6 м, минимальная ширина 29,7 м, время наполнения и опорожнения камеры — 5 минут. Особенностью конструкции шлюзов является сооружение стен камер из металлического шпунта, использование откатных ворот, а также применение специальных электровозов для перемещения плотов по камерам шлюзов. Верхний подходной канал имеет длину 700 м и ширину 80 м, нижний — длину 550 м и ширину 80 м. Судоходные шлюзы находятся в государственной собственности и эксплуатируются ФБУ «Администрация Камского бассейна внутренних водных путей».

### Водохранилище
Напорные сооружения ГЭС образуют крупное Камское водохранилище. Площадь водохранилища при нормальном подпорном уровне 1915 км², длина 300 км, максимальная ширина 18 км, максимальная глубина 30 м. Полная и полезная ёмкость водохранилища составляет 12,205 и 9,235 км³ соответственно, что позволяет осуществлять сезонное регулирование стока (водохранилище наполняется в половодье и срабатывается в меженный период). Отметка нормального подпорного уровня водохранилища составляет 108,5 м над уровнем моря (по Балтийской системе высот), форсированного подпорного уровня — 110,2 м, уровня мёртвого объёма — 100 м.

## Экономическое значение
Камская ГЭС расположена в месте кратчайшего соединения двух основных (западной и восточной) линий Уральского энергокольца, функционирование станции имеет большое значение для обеспечения надёжности энергоснабжения. Благодаря своим маневренным возможностям, Камская ГЭС работает в пиковом режиме, обеспечивая покрытие неравномерностей нагрузки энергосистемы Западного Урала. Всего за время эксплуатации Камская ГЭС выработала более 120 млрд кВт·ч дешёвой возобновляемой электроэнергии, строительство станции окупилось в 1971 году.
| 2006  | 2007  | 2008  | 2009  | 2010  | 2011  | 2012  | 2013  | 2014  | 2015  | 2016  | 2017  | 2018  | 2019  | 2020  | 2021  | 2022  |
| ----- | ----- | ----- | ----- | ----- | ----- | ----- | ----- | ----- | ----- | ----- | ----- | ----- | ----- | ----- | ----- | ----- |
| 1 806 | 2 212 | 2 265 | 3 000 | 1 645 | 1 721 | 1 946 | 1 985 | 1 998 | 2 464 | 1 927 | 2 274 | 2 170 | 2 732 | 2 194 | 1 686 | 1 915 |

Водохранилище Камской ГЭС является самым крупным по полезному объёму среди камских гидроузлов и играет основную роль в регулировании стока Камы в интересах всего каскада. Создание Камского водохранилища позволило обеспечить крупнотоннажное судоходство на 300 км вверх по течению Камы (в частности, по направлению Пермь — Березники), также попуски воды из водохранилища обеспечивают поддержание судоходных глубин на участке от Воткинской ГЭС до Нижнекамского водохранилища, возникшем из-за отказа от наполнения Нижнекамского водохранилища до проектной отметки. Помимо этого, камское водохранилище обеспечивает надёжное водоснабжение Перми и ряда других населенных пунктов, имеет существенное противопаводковое значение, защищая территории ниже по течению от наводнений, используется в рекреационных целях и для рыболовства (допустимый вылов оценивается в 299 тонн в год). По сооружениям гидроузла проложены автомобильная и железная дороги.

## Строительство

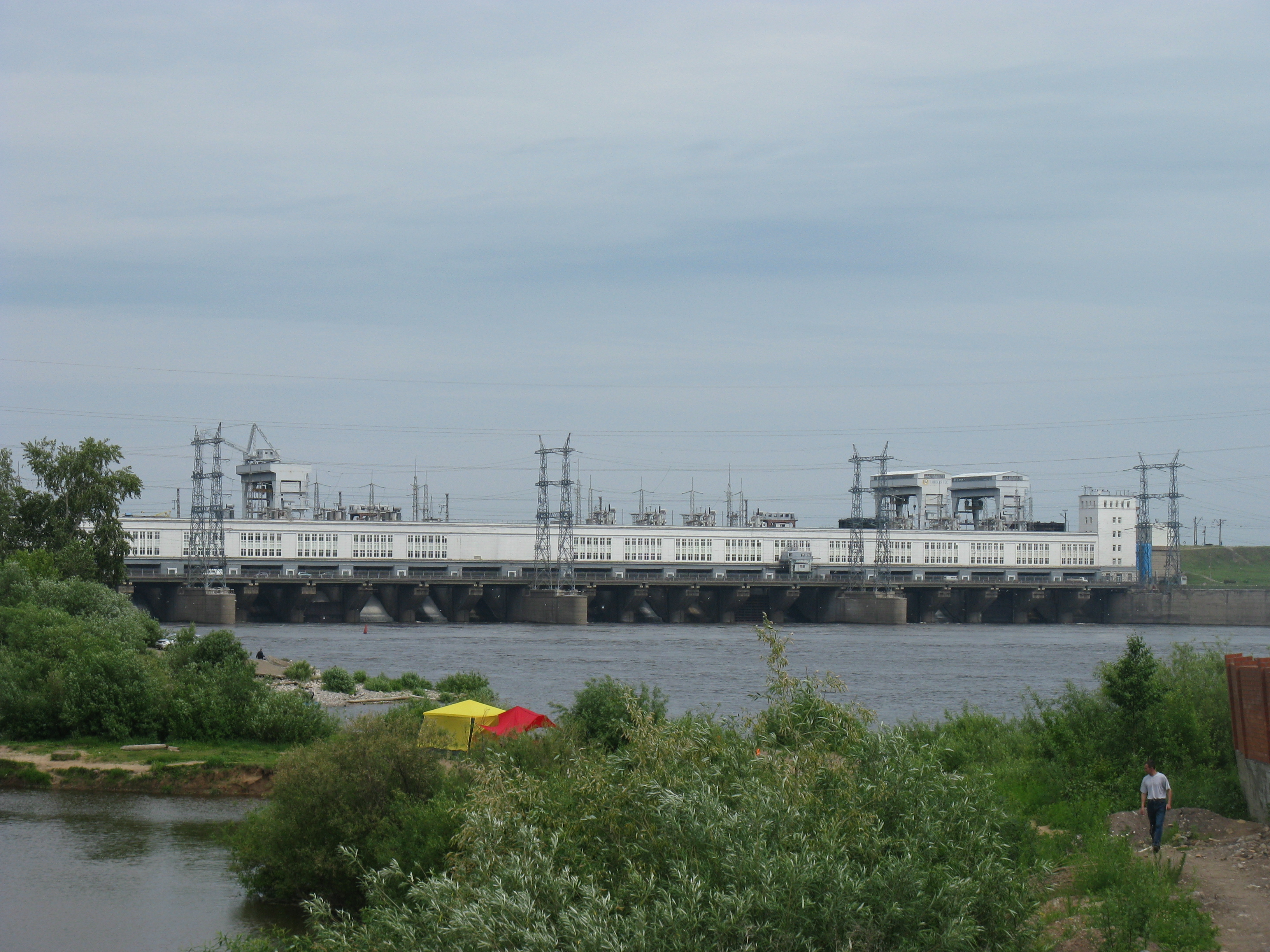
Камская ГЭС (июнь 2010)

Проектные проработки по созданию комплексной схемы гидроэнергетического использования бассейна Волги велись с 1920-х годов различными организациями. К началу 1932 года наиболее проработанной являлась схема главного инженера Волгостроя А. В. Чаплыгина, предусматривавшая, помимо прочего, строительство на трёх гидроэлектростанций на Каме, в том числе одной ГЭС в районе Перми. Эта схема получила поддержку, и 23 марта 1932 года решением Совета народных комиссаров Союза ССР и ЦК ВКП(б) было санкционировано начало проектирования Камской (Пермской) гидроэлектростанции. Для строительства станции создается организация «Средневолгопермстрой», в 1935 году переименованная в «КамГЭСстрой». Проект станции был разработан к 1937 году, Камская ГЭС должна была иметь мощность 504 МВт (7 гидроагрегатов по 72 МВт), в состав сооружений входило здание ГЭС длиной 254 метра, водосливная плотина длиной 95 метров и двухниточный однокамерный шлюз. Подготовительные работы на площадке строительства (возведение жилья и объектов инфраструктуры) были развёрнуты в 1934 году. Но в процессе строительства выяснилось, что основание сооружений ГЭС имеет сложное геологическое строение — под слоем глин залегают карстоопасные гипсоносные породы, что делало рискованным возведение ГЭС по изначальному проекту, несмотря на предусмотренные меры по борьбе с фильтрацией, включая создание мерзлотной завесы. В результате в августе 1937 года строительство станции было остановлено, силы строителей были переброшены на площадку Куйбышевской ГЭС. На Каме более перспективным признаётся сооружение Соликамской ГЭС мощностью 648 МВт, которая должна была стать частью масштабного проекта по соединению Камы, Вычегды и Печоры путём создания одного общего для трёх рек водохранилища. Однако начатые в 1937 году работы по сооружению Соликамской ГЭС были прекращены в сентябре 1940 года.
В 1941 году специалисты «Гидроэнергопроекта» пришли к выводу, что первоочередным объектом нового строительства на Волге и Каме является Камская ГЭС. Было принято решение изменить проект станции с учётом геологической ситуации створа. Коллектив проектировщиков во главе с профессором Б. К. Александровым отказался от заглубления электростанции в загипсованные грунты, путём увеличения количества гидроагрегатов и длины здания ГЭС, а также совмещения его с водосливной плотиной. С этой же целью были применены шестикамерные шлюзы. В результате удалось уменьшить заглубление здания ГЭС с 23 до 9 м, сократить объём бетонных работ в 3 раза, в целом удешевить строительство и сократить сроки возведения станции. Проектное задание Камской ГЭС было рассмотрено Госпланом СССР в 1943 году и утверждено в 1945 году. Технический проект станции был утверждён 2 июня 1948 года.
Строительство Молотовской ГЭС (в 1940—1957 годах Пермь называлась Молотов) было вновь санкционировано постановлением Совета Народных Комиссаров СССР от 18 января 1944 года, для возведения станции создаётся трест «МолотовГЭСстрой» (в дальнейшем переименованный в «КамГЭСстрой»). Но до 1949 года строительство станции ограничивалось подготовительными работами и велось крайне медленными темпами в связи с дефицитом финансирования и ресурсов. В 1948 году строительство возглавил А. А. Саркисов, ранее руководивший возведением Фархадской ГЭС в Узбекистане. С 1949 года строительство Камской ГЭС было значительно активизировано, были начаты работы непосредственно на площадке станции — возведение ряжевых перемычек котлована. В августе 1950 года котлован был осушен, в нем начались земляные работы. В 1950—1954 годах строительство станции возглавляет И. И. Наймушин, впоследствии руководивший возведением Братской и Усть-Илимской ГЭС. Первый бетон на строительстве станции был уложен 18 июня 1951 года. Станция возводилась быстрыми темпами — уже 6 октября 1953 года было начато перекрытие Камы, которое заняло 12 дней. В апреле 1954 года было начато наполнение Камского водохранилища, 1 мая того же года через судоходный шлюз прошло первое судно. Первый гидроагрегат Камской ГЭС (со станционным № 1) был пущен 18 сентября 1954 года. До конца 1954 года были введены в эксплуатацию ещё пять гидроагрегатов (станционные номера 2-6). В сентябре 1955 года был затоплен котлован второй очереди, после чего до конца года пустили пять гидроагрегатов (станционные номера 19-23). В 1956 году были введены в эксплуатацию оставшиеся 12 вертикальных гидроагрегатов (станционные номера 7-18), Камская ГЭС достигла мощности 483 МВт и её строительство было в целом завершено. 20 июня 1958 года был введён в эксплуатацию первый в СССР экспериментальный горизонтальный гидроагрегат (станционный № 24), мощность Камской ГЭС возросла до 504 МВт. 31 декабря 1964 года станция была принята государственной комиссией в промышленную эксплуатацию. Помимо вольнонаёмного персонала, на строительстве Камской ГЭС широко использовался труд заключённых ГУЛАГа.
В ходе строительства Камской ГЭС было произведено 15,55 млн м³ земляных работ и 0,255 млн м³ выемки скального грунта, уложено 0,248 млн м³ каменной наброски, дренажей и фильтров, 1,143 млн м³ бетона и железобетона, смонтировано 67,1 тыс. т металлоконструкций и механизмов. Фактическая стоимость строительства станции составила 181,7 млн рублей в ценах 1955 года.

## Эксплуатация
После начала эксплуатации Камская ГЭС вступила в этап освоения и доводки оборудования и сооружений. Качество гидрогенераторов, установленных на станции, оказалось низким, что привело к необходимости замены обмоток роторов и статоров. В паводок 1955 года произошли размывы дна за креплением водобоя на глубину 7-11 м, с образованием острова в нижнем бьефе, что потребовало отсыпки в зону размыва 3760 бетонных кубов. Размывы дна и правого берега отводящего канала наблюдались и позднее до середины 1960-х годов, что потребовало дополнительных работ по креплению зоны размыва, решивших проблему. На седьмом году эксплуатации был отмечен превышающий проектные предположения рост фильтрации в основании сооружений, что потребовало проведения дополнительных противофильтрационных мероприятий с созданием цементационной завесы с применением полимерных растворов, что позволило подавить фильтрацию. Первые годы после пуска станции большие сложности доставлял древесный хлам (всплывший после заполнения водохранилища, а также утерянный при лесосплаве), в большом количестве прибиваемый к зданию ГЭС, что приводило к засорению сороудерживающих решёток и потерям напора на гидроагрегатах, для борьбы с этим явлением была проведена реконструкция сороудерживающих решёток. В 1961 году по причине проектных ошибок и низкого качества изготовления были демонтированы гидроподъёмники аварийно-ремонтных затворов турбинных водоводов, оперирование затворами стало производиться козловыми кранами, также была внедрена новая противоразгонная защита гидроагрегатов. Для защиты от кавитации камер рабочих колёс и лопастей гидротурбин в 1960-х годах была проведена их облицовка нержавеющей сталью.
К середине 1990-х ходов оборудование станции устарело, в связи с чем были начаты работы по его замене и модернизации. Концепция модернизации гидросилового оборудования подразумевала замену гидротурбин (с ПЛ-510-ВБ-500 на ПЛ-20-В-500) и модернизацию гидрогенераторов (замена охладителей статора, обмотки статоров, генераторных выключателей). Мощность обновлённых гидроагрегатов увеличена с 21 до 24 МВт, что позволило повысить мощность станции на 69 МВт. Модернизация гидросилового оборудования была начата в 1997 году (2 гидроагрегата) и далее продолжалась следующим темпом: в 1998 году был обновлён 1 гидроагрегат, в 1999 — 1, в 2000 — 1, в 2003 — 2, в 2004 — 1, в 2005 — 1,
в 2006 — 2, в 2007 — 1, в 2008 — 2, в 2009 — 1, в 2011 — 2, в 2012 — 2, в 2013 — 2, в 2014 — 1 и в 2015 — 1, на чём работы были завершены. В результате замены оборудования мощность станции была поэтапно увеличена до 552 МВт. Также рассматривалась возможность замены экспериментального горизонтального гидроагрегата, который в период эксплуатации включался в работу в период половодья, а в 1992 году из-за многочисленных повреждений отдельных узлов был остановлен, генератор демонтирован, турбина оставлена на месте; одновременно был выведен из эксплуатации расположенный над гидроагрегатом водосливной пролёт. В 2017 году было принято решение о нецелесообразности замены гидроагрегата, предназначенное для него помещение планируется забетонировать. В части электротехнического оборудования в 1992—2010 годах заменили силовые трансформаторы 220 кВ и автотрансфоматор связи распределительных устройств. В 2023 году была заменена одна из двух трансформаторных групп 110 кВ. В 2020 году была завершена замена гидромеханического оборудования — затворов, крышек водослива, сороудерживающих решеток..
4 ноября 1994 года на западной нитке шлюзов Камской ГЭС произошла авария. Во время шлюзования произошло открытие нижних ворот, и проходивший по шлюзу буксир-толкач «Дунайский-31» с двумя гружёными баржами с потоком воды снёс ворота всех расположенных ниже камер (пять ворот из семи). В результате погибли два рыбака, ловивших на Каме рыбу в запретной зоне гидроузла. Поток воды через разрушенный шлюз был остановлен оперативным закрытием аварийных ворот. Восстановление шлюзов было завершено только в 2012 году.